# اضطراب مناعي
الاضطراب المناعي هو خلل في وظائف الجهاز المناعي، ويمكن وصف هذه الاضطرابات بعدة طرق مختلفة:
- حسب مكون (مكونات) الجهاز المناعي المصاب.
- حسب حالة الجهاز المناعي هل هو شديد النشاط أو خامل النشاط.
- حسب ما إذا كانت الحالة خلقية أو مكتسبة.

وفقًا للاتحاد الدولي لجمعيات المناعة، تم تشخيص ما يزيد عن 150 من أمراض العوز المناعي الأولي (PIDs). إضافة إلى ذلك، يتجاوز عدد المصابين بنقص المناعة المكتسبة عدد المصابين بالعوز المناعي الأولي.
ويرى البعض أن معظم الأفراد لديهم على الأقل أحد أمراض نقص المناعة الأولية. ونتيجة للزيادات الموجودة في الجهاز المناعي، لا تُكتشف أبدًا مثل تلك الأمراض.

## قائمة ببعض اضطرابات المناعة الذاتية
- الذئبة الحمراء.
- تصلب الجلد.
- أنواع معينة من فقر الدم الانحلالي.
- الالتهاب الوعائي.
- السكري من النمط الأول.
- الدراق الجحوظي.
- التهاب المفاصل الروماتويدي.
- التصلب المتعدد.
- متلازمة غود باستر.
- فقر الدم الوبيل.
- بعض أنواع الاعتلال العضلي.

## نقص المناعة
إن أمراض نقص المناعة الأولية هي تلك الأمراض التي تتسبب فيها الطفرات الجينية الموروثة. تحدث أمراض نقص المناعة الثانوية أو المكتسبة نتيجة لأشياء ما خارج الجسم مثل الفيروسات أو الأدوية التي تخمد المناعة drugs.
ويتمثل خطر أمراض المناعة الأولية في زيادة الحساسية والتهابات الأذن المتكررة في كثير من الأحيان وذات الرئة، أو التهاب القصبات الحاد، أو التهاب الجيوب ، أو عدوى الجلد. وقد يصاب مرضى المناعة بالدمامل في الأعضاء الداخلية أو مشكلات المناعية الذاتية أو الروماتيزم أو مشكلات في الجهاز الهضمي problems.
نقص المناعة الأولي
- العوز المناعي المُشترك الشديد (SCID).
- متلازمة دي جورج.
- متلازمة فرط الغلوبولين المناعي (تعرف أيضًا بمتلازمة جوب).
- العوز المناعي الشائع المتغير (CVID): تعمل مستويات الخلية اللمفية البائية بطريقة طبيعية في الدورة الدموية ولكن مع انخفاض إنتاج الغلوبولين المناعي ج على مر السنين، ولذلك فإنه اضطراب المناعة الأولي الوحيد الذي يظهر في السنوات المتأخرة عند المراهقين.
- داء الورم الحبيبي المزمن (CGD): نقص في إنزيم أوكسيداز NADPH الذي يسبب قصورًا في توليد جذور الأكسجين. العدوى المتكررة القديمة من بكتيريا وفطريات الكاتلاز الإيجابية.
- متلازمة ويسكوت ألدريخ (WAS).
- متلازمة التكاثر الليمفاوي في المناعة الذاتية (ALPS).
- متلازمة فرط الكريين المناعي م: وهي اضطراب مرتبط بالصبغي الجنسي إكس الذي يسبب نقصًا في إنتاج بروتين CD40 الذي يعمل على تنشيط الخلايا التائية. يزيد ذلك من إنتاج وإطلاق الكريين المناعي م في الدورة الدموية. وتكون أعداد الخلايا البائية والخلية التائية في الحدود الطبيعية. زيادة التعرض للبكتيريا خارج الخلية وأنواع العدوى الانتهازية.
- عوز التصاق الكريات البيض (LAD).
- طفرات معدل NF-κB الأساسي (NEMO).
- نقص الغلوبولين المناعي أ المحدود: النقص الأكثر شيوعًا للمناعة الخلطية ويتميز بنقص الكريين المناعي أ. ويؤدي إلى تكرار العدوى الرئوية الجيبية والهضمية.
- فقد غاماغلوبولين الدم المتعلق بالصبغي الجنسي X (يُعرف أيضًا باسم غاماغلوبولين من نوع البروتون): ويتميز بنقص في إنزيم تيروزين كناس الذي يحد من نضوج الخلية البائية في نخاع العظام. لا يتم إنتاج الخلايا البائية في الدورة الدموية وبذلك، يوجد طبقات من الغلوبولين المناعي، على الرغم من المميزات المحتملة لكونها مناعة خلوية طبيعية.
- مرض التكاثر الليمفاوي المتعلق بالصبغي (XLP).
- رنح توسع الشعيرات.

أمراض نقص المناعة الثانوية
- نقص المناعة المكتسبة.

## أنواع الحساسية
الحساسية هي رد فعل للمناعة بطريقة غير طبيعية لمولد المضاد غير الضار.
- الحساسية الموسمية.
- كثرة الخلايا البدينة.
- الحساسية المعمرة.
- التأق.
- حساسية الطعام.
- حساسية الأنف.[6]
- التهاب الجلد التأتبي.

## وصلات خارجية
- اضطراب مناعي على مشروع الدليل المفتوح